# Амальфитано, Морган
Морган Амальфитано (фр. Morgan Amalfitano; род. 20 марта 1985, Ницца) — французский футболист. Амальфитано является универсальным полузащитником, способным играть в центре и на правом фланге. Он отличается высоким мастерством паса и футбольным интеллектом. Во Франции Амальфитано выступал за футбольные клубы «Седан», «Лорьян» и марсельский «Олимпик», затем был игроком английских клубов «Вест Бромвич Альбион» и «Вест Хэм Юнайтед», после возвращения во Францию играл за «Лилль». В 2012 году Амальфитано сыграл один матч за национальную сборную Франции.

## Клубная карьера

### Ранние годы
Отец Моргана, Жильбер Амальфитано, также был профессиональным футболистом, выступал в клубах низших дивизионов. Его сыновья, Морган и Ромен, пошли по стопам отца. Детство Моргана Амальфитано прошло на Лазурном берегу. В 1992 году он стал играть за детскую футбольную команду «Бокка» из Канн, через год поступил в футбольную академию клуба «Канн». В «Канне» Амальфитано провёл в общей сложности одиннадцать лет, выступая за команды разных возрастных групп. В сезоне 2002/03 он был заявлен за резервную команду «Канна», но за основной состав так и не сыграл ни одного матча. В 2004 году «Канн» лишился профессионального статуса и вынужден был закрыть клубную академию. Амальфитано вместе с другими талантливыми воспитанниками покинул команду.

### «Седан» и «Лорьян»
В 2004 году девятнадцатилетний Амальфитано перешёл в «Седан», с которым вскоре подписал свой первый профессиональный контракт. Клуб тогда выступал во втором дивизионе. Уже в первом сезоне на новом месте Амальфитано удалось закрепиться в составе команды. 4 августа 2004 года в матче против «Лорьяна» состоялся дебют Моргана в профессиональном футболе. Амальфитано помог своей команде в сезоне 2004/05 дойти до финала Кубка Франции, в самом финальном матче, проигранном «Осеру», он участия не принимал. В сезоне 2005/06 «Седан» занял второе место во втором дивизионе и получил право выступать в первом. Амальфитано был одним из ключевых игроков команды, когда она в сезоне 2006/07 выступала в первом дивизионе. Дебют Моргана в главной французской лиге состоялся 6 августа 2006 года в матче против марсельского «Олимпика». Всего в том сезоне Амальфитано провёл 31 матч в чемпионате Франции и отметился двумя голевыми передачами, но не смог помочь «Седану» удержаться в первом дивизионе. Морган остался в команде ещё на один год после её возвращения во вторую лигу. Когда по итогам сезона 2007/08 «Седан» не смог вновь выйти в первую лигу, Амальфитано принял решение покинуть команду.
Имея несколько предложений, он выбрал «Лорьян», с которым летом 2008 года подписал контракт на три года. По словам Моргана, он имел предложения от более крупных клубов, но опасался, что не сможет там себя проявить. Тренер «Лорьяна» Кристиан Гуркюфф вспоминал, что Амальфитано пришёл в команду талантливым, но недисциплинированным футболистом. Уже в «Лорьяне» он, сохранив свою креативность и агрессивную манеру игры, приобрёл дисциплинированность и стал хорошим командным игроком. Амальфитано сразу же стал основным игроком в своей новой команде. Особенно удачно сложилось его взаимодействие с нападающим Кевином Гамейро, которого Морган регулярно снабжал голевыми передачами. В последнем совместном сезоне на двоих Амальфитано и Гамейро забили более шестидесяти процентов всех голов «Лорьяна».
Амальфитано выступал за «Лорьян» на протяжении трёх сезонов, сыграв 110 и забив 14 голов в чемпионате Франции. По-настоящему о себе он заявил в сезоне 2010/11, когда раздал 13 голевых передач и показал себя одним из лучших плеймейкеров в лиге. В последнем сезоне Морган помог «Лорьяну» добиться права на участие в Лиге Европы, но заранее объявил, что покинет команду как свободный агент после завершения сезона.

### «Олимпик» Марсель
В летнее межсезонье 2011 года услугах Амальфитано были заинтересованы многие клубы как во Франции, так и за рубежом. Среди тех команд, которые хотели видеть в своих рядах футболиста, назывались французские «Бордо», «Осер», «Сент-Этьен», английские «Астон Вилла», «Ньюкасл Юнайтед» и испанская «Севилья». Однако выбор Амальфитано сделал в пользу марсельского «Олимпика», руководство которого видело в нём замену Лучо Гонсалесу, заявлявшему о своём желании покинуть клуб. Свой выбор Морган объяснил тем, что является уроженцем юга Франции и болельщиком «Олимпика». 9 июня 2011 года Амальфитано подписал контракт с «Олимпиком».
В новом клубе Амальфитано играл под руководством тренера Дидье Дешама. Он сразу же стал основным правым полузащитником команды. Дебют Моргана состоялся 27 июля 2011 года в матче за Суперкубок Франции против «Лилля», который он начинал в стартовом составе. Выигранный трофей стал первым в профессиональной карьере Амальфитано. В том же сезоне он провёл девять матчей в Лиге чемпионов, в розыгрыше которой «Олимпик» дошёл до стадии 1/4 финала, где уступил «Баварии». Сезон для команды вышел неудачный, несмотря на победы в Кубке лиги и Суперкубке Франции, «Олимпик» занял лишь 10-е место в чемпионате страны. Амальфитано провёл во всех турнирах 49 матчей, в которых забил 2 гола и отдал 10 голевых передач.
Ещё до начала сезона 2012/13 Амальфитано попросил руководство клуба выставить его на трансфер, поскольку разочаровавшись в команде после её непопадания в Лигу чемпионов. Тем не менее он остался в клубе, который летом 2012 года вместо Дешама возглавил Эли Боп. С новым тренером у Амальфитано сразу же не сложились отношения. Уже в предсезонном матче он открыто выказал недовольство тем, что тренер его заменил. Со временем Амальфитано утратил место в стартовом составе и сыграл во всех турнирах сезона лишь 36 матчей, в которых забил 1 гол и отдал 6 голевых передач.

### Английские клубы
Летом 2013 года несколько клубов проявляли интерес к Амальфитано, который открыто заявлял о своём желании покинуть «Олимпик» и продолжить карьеру в Англии. В числе заинтересованных в его услугах назывались английские «Фулхэм» и «Халл Сити», а также греческий «Олимпиакос». Тем не менее, Морган в последний день летнего трансферного окна оказался в английском клубе «Вест Бромвич Альбион», который взял его в годичную аренду. Соглашение англичан с «Олимпиком» предусматривало также возможность оформления перехода Амальфитано на постоянной основе. В «Вест Бромвиче» француз сразу проявил себя с лучшей стороны. В своём третьем матче в английской Премьер-лиге он отметился голевой передачей и красивым голом в ворота «Манчестер Юнайтед». После столь впечатляющего начала руководство «Вест Бромвича» заявило о своём желании подписать с Амальфитано полноценный контракт, тем более, что оговоренная ранее сумма трансфера составляла всего 1,7 млн фунтов. Гол Моргана в ворота «Манчестер Юнайтед», а также ещё один его гол в ворота «Кардифф Сити», забитый в марте 2014 года, претендовали на звание лучших голов сезона.
Игра Амальфитано в его первом сезоне в Премьер-лиге привлекла внимание других английских клубов. «Вест Бромвич» не сумел вовремя воспользоваться опцией в договоре с «Олимпиком» и упустил шанс на приобретение француза. Морган заявлял о своём желании остаться в Премьер-лиге, где его всё устраивало. Однако он всё ещё был связан контрактными обязательствами с марсельским «Олимпиком», новый главный тренер которого, Марсело Бьелса, заявлял о своём желании видеть Амальфитано в команде. Позднее Бьелса передумал и не стал допускать игрока к тренировкам с основной командой. Морган, несмотря на запрет, явился на тренировку, чем спровоцировал конфликт с тренером, назвавшим его поведение серьёзной и непростительной ошибкой. Французский клуб заявил о своём желании расстаться с игроком и снизил его стоимость. В числе основных претендентов на Амальфитано назывались английские «Сандерленд», «Кристал Пэлас», «Халл Сити» и «Вест Хэм Юнайтед». В августе 2014 года Морган посетил Лондон, где встречался с представителями этих клубов.
1 сентября 2014 года он перешёл в «Вест Хэм», для которого стал уже девятым приобретением в летнее трансферное окно. Контракт с клубом был заключён на три года, а сумма трансфера составила один миллион фунтов. В команде под руководством Сэма Эллардайса Амальфитано проявил себя в целом хорошо, он регулярно выходил на поле, играя на разных позициях в полузащите. Сезон был омрачён происшествием в матче Кубка Англии против «Вест Бромвича», в котором Морган уже через десять минут после своего выхода на замену получил красную карточку за толчок соперника в лицо. За неспортивное поведение он был подвергнут трёхматчевой дисквалификации в Премьер-лиге, а также оштрафован «Вест Хэмом». Это обстоятельство не помешало Амальфитано подписать в марте 2015 года с клубом новый двухлетний контракт.
Сезон 2015/16 Амальфитано начал игроком основного состава «Вест Хэма». В июле он принял участие в четырёх матчах отборочного турнира Лиги Европы. 12 августа 2015 года Амальфитано был отстранён от тренировок основного состава команды новым главным тренером Славеном Биличем. Причиной конфликта между игроком и тренером стал пропуск французом командного собрания, а затем проявленное им к тренеру неуважение. После исключения из основного состава Амальфитано был переведён в молодёжную команду клуба. После этого случая появилась информация об интересе нескольких клубов, в числе которых назывался «Сент-Этьен», в приобретении Амальфитано, однако игрок оставался в «Вест Хэме» после закрытия летнего трансферного окна. 6 октября 2015 года Амальфитано покинул «Вест Хэм» по взаимному согласию сторон.

### Возвращение во Францию
7 января 2016 года Амальфитано был представлен в качестве игрока французского клуба «Лилль», который на тот момент занимал 11-е место в чемпионате Франции. Его контракт с новым клубом был подписан сроком на два с половиной года. По словам спортивного директора «Лилля» Жан-Мишеля Вандамма, Амальфитано призван был усилить команду в качестве полузащитника, действующего в пространстве от своей штрафной до штрафной соперника, и участвующего в завершении атак, а также стать опытным наставником для молодых игроков клуба. 20 января 2016 года в матче четвёртого раунда Кубка Франции Морган дебютировал в составе «Лилля», который уступил скромному «Трелиссаку» в серии пенальти. Амальфитано оставался основным игроком «Лилля» до осени 2016 года, когда временным главным тренером клуба стал Патрик Колло. При новом тренере Морган потерял место в составе и стал получать мало игрового времени. 31 января 2017 года Амальфитано договорился о досрочном расторжении контракта с «Лиллем» и стал свободным агентом.
31 января 2017 года Амальфитано перешёл в «Ренн», где воссоединился с тренером Кристианом Гуркюффом, под началом которого играл в «Лорьяне». Контракт был заключён до июня 2019 года. Дебют игрока в новой команде состоялся 4 февраля 2017 года в матче чемпионата Франции против «Бордо». 2 апреля 2017 года в матче с лионским «Олимпиком» Амальфитано серьёзно травмировал колено, из-за этой травмы он выбыл из строя до конца сезона 2016/17.

## Выступления за сборную
23 февраля 2012 года, вскоре после того, как Амальфитано помог «Олимпику» обыграть миланский «Интер» в Лиге чемпионов, тренер Лоран Блан впервые вызвал Моргана в национальную сборную Франции. Комментируя свой выбор, Блан заметил, что давно следит за игрой Амальфитано и интересовался им ещё в бытность тренером «Бордо». Говоря о достоинствах игрока, тренер отметил его техническое мастерство, умение принимать решения и делать навесы. В товарищеском матче со сборной Германии, который проходил 29 февраля в Бремене в рамках подготовки к чемпионату Европы 2012 года, состоялся дебют Амальфитано в составе сборной своей страны. Он вышел на поле на 67-й минуте, заменив Матьё Вальбуэну, и уже через две минуты сделал навес с правого фланга в штрафную, с которого Флоран Малуда забил немцам второй гол. Встреча завершилась победой французской сборной со счётом 2:1.
Больше за национальную сборную Амальфитано не играл. После своего дебюта он растерял форму в матчах национального первенства и более не вызывал интереса со стороны тренерского штаба французской сборной. Морган не попал даже в расширенный список сборной, оглашённый Бланом в мае 2012 года.

## Игровая характеристика
Морган Амальфитано играет преимущественно на позиции правого полузащитника, также привычна для него позиция под нападающими. Он отличается хорошей техникой и высоким мастерством паса, причём одинаково уверенно делает навесы с фланга и разрезающие передачи на ход нападающим. Амальфитано обладает высоким футбольным интеллектом, умеет читать игру и принимать верные решения. Тренер Стив Кларк отмечал высокую работоспособность Моргана, очень подходящую для игры в английской Премьер-лиге.

## Статистика
| Выступление          | Выступление      | Выступление      | Лига | Лига | Кубки | Кубки | Еврокубки | Еврокубки | Итого | Итого |
| Клуб                 | Лига             | Сезон            | Игры | Голы | Игры  | Голы  | Игры      | Голы      | Игры  | Голы  |
| -------------------- | ---------------- | ---------------- | ---- | ---- | ----- | ----- | --------- | --------- | ----- | ----- |
| Седан                | Лига 2           | 2004/05          | 26   | 0    | 2     | 0     | 0         | 0         | 28    | 0     |
| Седан                | Лига 2           | 2005/06          | 34   | 0    | 3     | 0     | 0         | 0         | 37    | 0     |
| Седан                | Лига 1           | 2006/07          | 31   | 0    | 1     | 0     | 0         | 0         | 32    | 0     |
| Седан                | Лига 2           | 2007/08          | 35   | 0    | 7     | 0     | 0         | 0         | 42    | 0     |
| Седан                | Итого            | Итого            | 126  | 0    | 13    | 0     | 0         | 0         | 139   | 0     |
| Лорьян               | Лига 1           | 2008/09          | 35   | 3    | 2     | 0     | 0         | 0         | 37    | 3     |
| Лорьян               | Лига 1           | 2009/10          | 37   | 6    | 5     | 1     | 0         | 0         | 42    | 7     |
| Лорьян               | Лига 1           | 2010/11          | 38   | 5    | 4     | 0     | 0         | 0         | 42    | 5     |
| Лорьян               | Итого            | Итого            | 110  | 14   | 11    | 1     | 0         | 0         | 121   | 15    |
| Олимпик (Марсель)    | Лига 1           | 2011/12          | 32   | 1    | 8     | 1     | 9         | 0         | 49    | 2     |
| Олимпик (Марсель)    | Лига 1           | 2012/13          | 26   | 1    | 2     | 0     | 8         | 0         | 36    | 1     |
| Олимпик (Марсель)    | Лига 1           | 2013/14          | 2    | 0    | 0     | 0     | 0         | 0         | 2     | 0     |
| Олимпик (Марсель)    | Итого            | Итого            | 60   | 2    | 10    | 1     | 17        | 0         | 87    | 3     |
| Вест Бромвич Альбион | Премьер-лига     | 2013/14          | 28   | 4    | 2     | 0     | 0         | 0         | 30    | 4     |
| Вест Хэм Юнайтед     | Премьер-лига     | 2014/15          | 24   | 3    | 4     | 0     | 0         | 0         | 28    | 3     |
| Вест Хэм Юнайтед     | Премьер-лига     | 2015/16          | 0    | 0    | 0     | 0     | 4         | 0         | 4     | 0     |
| Вест Хэм Юнайтед     | Итого            | Итого            | 24   | 3    | 4     | 0     | 4         | 0         | 32    | 3     |
| Лилль                | Лига 1           | 2015/16          | 15   | 2    | 2     | 0     | 0         | 0         | 17    | 2     |
| Лилль                | Лига 1           | 2016/17          | 17   | 0    | 0     | 0     | 2         | 0         | 19    | 0     |
| Лилль                | Итого            | Итого            | 32   | 2    | 2     | 0     | 2         | 0         | 36    | 2     |
| Ренн                 | Лига 1           | 2016/17          | 6    | 1    | 0     | 0     | 0         | 0         | 6     | 1     |
| Всего за карьеру     | Всего за карьеру | Всего за карьеру | 386  | 26   | 42    | 2     | 23        | 0         | 451   | 28    |

1. ↑  В графу «Кубки» входят игры и голы в национальных кубках, кубках лиги и суперкубках.
2. ↑  В графу «Еврокубки» входят игры и голы в европейских международных клубных турнирах.

## Достижения
- Обладатель Суперкубка Франции 2011
- Обладатель Кубка Французской лиги 2011/12